# Anochetus strigatellus
Anochetus strigatellus é uma espécie de formiga do gênero Anochetus, pertencente à subfamília Ponerinae.